# 聖何塞 (布宜諾斯艾利斯省)
聖何塞（西班牙語：San José）是阿根廷的城鎮，位於該國東北部，由布宜諾斯艾利斯省負責管轄，海拔高度16米，該鎮在十八世紀中葉時是度假勝地，2001年人口44,437。

## 外部連結
- History of San José （西班牙文）